# Раггс, Хенри
Хенри Раггс III (англ. Henry Ruggs III, 24 января 1999, Монтгомери, Алабама) — американский футболист, уайд ресивер. На студенческом уровне выступал за команду Алабамского университета. Победитель студенческого национального чемпионата 2017 года. На драфте НФЛ 2020 года был выбран в первом раунде под общим двенадцатым номером. В НФЛ выступал в составе «Лас-Вегас Рэйдерс», был отчислен из клуба 2 ноября 2021 года после ДТП со смертельным исходом. В августе 2023 года был приговорён к тюремному заключению на срок от трёх до десяти лет.

## Биография
Хенри Раггс родился 24 января 1999 года в Монтгомери в штате Алабама. Там же он окончил старшую школу имени Роберта Ли, играл за её футбольную команду. На момент окончания школы считался одним из лучших молодых принимающих страны. Он получил предложения спортивной стипендии от ряда ведущих футбольных программ NCAA, сделав выбор в пользу Алабамского университета.

### Любительская карьера
В футбольном турнире NCAA Раггс дебютировал в 2017 году. Он сыграл в четырнадцати матчах команды, заработав на приёме 229 ярдов с шестью тачдаунами. Тренеры задействовали его и в составе специальных команд, где он набрал 239 ярдов на возвратах начальных ударов и 46 ярдов на возвратах пантов. В победном для «Алабамы» финале плей-офф национального чемпионата против «Джорджии» Раггс набрал 29 ярдов и заработал первый тачдаун в матче.
В 2018 году Раггс впервые сыграл в стартовом составе команды. Всего он принял участие в четырнадцати матчах и стал одним из ключевых игроков нападения «Алабамы». Он набрал на приёме 741 ярд с 11 тачдаунами, вошёл в число пятнадцати лучших принимающих NCAA в большинстве статистических категорий. В финале плей-офф против «Клемсона» Раггс сделал один приём на три ярда. В одиннадцати матчах сезона 2019 года на его счету было 746 ярдов и семь тачдаунов. Вместе со своими партнёрами по команде Джерри Джуди и Девонтеем Смитом он вошёл в число претендентов на приз Билетникоффа лучшему ресиверу студенческого футбола. На момент окончания своей карьеры в колледже Раггс занимал третье место в истории «Алабамы» по общему числу тачдаунов на приёме.

#### Статистика выступлений в NCAA
| Сезон | Команда              | Игры | Приём | Приём | Приём | Приём | Вынос | Вынос | Вынос | Вынос |
| Сезон | Команда              | Игры | Rec   | Yds   | Y/A   | TD    | Att   | Yds   | Y/A   | TD    |
| ----- | -------------------- | ---- | ----- | ----- | ----- | ----- | ----- | ----- | ----- | ----- |
| 2017  | Алабама Кримсон Тайд | 14   | 12    | 229   | 19,1  | 6     | 0     | 0     | 0,0   | 0     |
| 2018  | Алабама Кримсон Тайд | 14   | 46    | 741   | 16,1  | 11    | 0     | 0     | 0,0   | 0     |
| 2019  | Алабама Кримсон Тайд | 11   | 40    | 746   | 18,7  | 7     | 2     | 75    | 37,5  | 1     |
| Всего | Всего                | 39   | 98    | 1 716 | 17,5  | 24    | 2     | 75    | 37,5  | 1     |

### Профессиональная карьера
Перед драфтом НФЛ 2020 года аналитик сайта Bleacher Report Мэтт Миллер называл достоинствами Раггса его качественную работу на маршрутах, маневренность, умение уходить от захватов и вести контактную борьбу, полезность в выносной игре. Миллер оценивал его как лучшего принимающего среди выходящих на драфт и отмечал, что Раггс может стать одним из самых быстрых игроков в лиге. В качестве недостатков отмечались его сравнительно небольшой опыт игры в колледже, где принимающий не смог стать полноценным лидером нападения, и ошибки в технике.
На драфте Раггс был выбран «Рэйдерс» в первом раунде под общим двенадцатым номером. В июле он подписал с клубом контракт на общую сумму 16,67 млн долларов, срок соглашения составил четыре года с возможностью продления на один сезон по инициативе команды. В регулярном чемпионате 2020 года он сыграл за команду в тринадцати матчах, но действовал нестабильно, уступив главную роль в нападении Нельсону Аголору. Аналитик сайта НФЛ Синтия Фрелунд отметила, что по ходу сезона принимающий прогрессировал, стал лучше работать на маршрутах и представлял значительную угрозу при дальних передачах, после которых он занёс оба своих тачдауна.
В регулярном чемпионате 2021 года Раггс сыграл за «Рэйдерс» в семи матчах, набрав на приёме 469 ярдов с двумя тачдаунами. Второго ноября он был отчислен клубом после дорожно-транспортного происшествия со смертельным исходом

#### Статистика выступлений в НФЛ

##### Регулярный чемпионат
| Сезон | Команда           | Игры | Приём | Приём | Приём | Приём | Вынос | Вынос | Вынос | Вынос |
| Сезон | Команда           | Игры | Rec   | Yds   | Y/A   | TD    | Att   | Yds   | Y/A   | TD    |
| ----- | ----------------- | ---- | ----- | ----- | ----- | ----- | ----- | ----- | ----- | ----- |
| 2020  | Лас-Вегас Рэйдерс | 13   | 26    | 452   | 17,4  | 2     | 9     | 49    | 5,4   | 0     |
| 2021  | Лас-Вегас Рэйдерс | 7    | 24    | 469   | 19,5  | 2     | 3     | 16    | 5,3   | 0     |
| Всего | Всего             | 20   | 50    | 921   | 18,4  | 4     | 12    | 65    | 5,4   | 0     |

### Проблемы с законом
Второго ноября 2021 года, примерно в 3:39 утра, автомобиль Chevrolet Corvette, за рулём которого находился Раггс, столкнулся с Toyota RAV4. Раггс и пассажир его автомобиля были госпитализированы, женщина, которая была за рулём Toyota, погибла. Во второй половине дня во вторник игрок был выписан из больницы и заключён под стражу до предъявления обвинений. Представители полиции не сообщили деталей происшествия, но заявили, что Раггс «демонстрировал признаки ухудшения самочувствия». Вечером 2 ноября «Рэйдерс» объявили об отчислении игрока. Третьего ноября он был выпущен под залог в размере 150 тысяч долларов с запретом на употребление алкоголя и вождение автомобиля.
Заседание суда по делу Раггса переносилось несколько раз. В июле 2022 года судья Энн Зиммерман разрешила приобщить к делу результаты анализов игрока на наличие алкоголя в крови, по заявлениям властей штата его уровень более чем в два раза превышал допустимый в Неваде предел. Адвокат Раггса Дэвид Чеснофф заявлял, что его подзащитный сдавал тесты через два часа после аварии и у полиции не было достаточных оснований для их проведения. Второго мая 2023 года Раггс отказался от права на предварительные слушания и признал вину в вождении в нетрезвом виде, повлекшем смерть человека, и непредумышленном убийстве. В соответствии с соглашением о признании вины ему грозило заключение сроком от 3 до 10 лет вместо возможных 50 лет. Приговор суда был оглашён 9 августа 2023 года, Раггса приговорили к заключению на срок от трёх до десяти лет с возможностью условно-досрочного освобождения через три года. Отбывать наказание он будет в тюрьме штата Невада в Карсон-Сити.